# Petite rivière Cascapédia Est
Pour les articles homonymes, voir Cascapédia.
La petite rivière Cascapédia Est coule vers le sud dans les Monts Chic-Chocs (faisant partie des Monts Notre-Dame), dans la région administrative de la Gaspésie-Îles-de-la-Madeleine, au Québec, au Canada. Son cours traverse les municipalités régionales de comté de :
- MRC de La Haute-Gaspésie : territoire non organisé du Mont-Albert : canton de Deslandes, de Lesseps et de Deville ;
- MRC de Bonaventure : territoire non organisé de Rivière-Bonaventure : canton de Lebret et de Robindoux.

La "petite rivière Cascapédia Est" est un affluent de la rive est de la petite rivière Cascapédia laquelle coule vers le Sud pour se déverser sur la rive Nord de la Baie-des-Chaleurs. Cette dernière s'ouvre vers l'Est sur le golfe du Saint-Laurent.
La "petite rivière Cascapédia Est" est accessible par la route 132 jusqu'à la ville de New Richmond située sur la rive Nord de la Baie-des-Chaleurs. De là, les voyageurs se dirigent vers le nord, en remontant le "chemin de Saint-Edgar", longeant le côté Est de la Petite rivière Cascapédia. À 5,3 km au Nord du village de Saint-Edgar, les voyageurs empruntent la route forestière de la rive Nord de la rivière Nouvelle (Petite rivière Cascapédia) ; puis la route bifurque vers le Nord pour longer la rive Est de la "Petite rivière Cascapédia Est".

## Géographie
La "petite rivière Cascapédia Est" prend sa source dans le parc national de la Gaspésie, situé au centre de la péninsule gaspésienne. La source de ce cours d'eau est située du côté Sud de la ligne de partage des eaux entre le bassin versant de la rivière Madeleine (La Haute-Gaspésie) et rivière Madeleine Sud (rivière Madeleine), drainant le versant versant Nord.
Cette source est située à :
- 2,1 km à l'ouest de la limite du canton de Deslandes ;
- 7,8 km au Nord de la confluence de la "petite rivière Cascapédia Est" ;
- 101,9 km au Nord de la confluence de la petite rivière Cascapédia ;
- 26,8 km au Sud-Ouest du centre du village de Murdochville.

La "petite rivière Cascapédia Est" coule entre la rivière Cascapédia (située du côté ouest) et la rivière Bonaventure, située du côté est. Ce cours coule sur 83,0 km) réparti selon les segments suivants :
Cours supérieur de la rivière (segment de 35,9 km)
À partir de sa source, la "petite rivière Cascapédia Est" coule sur :
- 7,9 km vers l'Ouest dans le canton de Deslandes, puis vers le Sud-Ouest, jusqu'à la limite du canton de Lesseps ;
- 5,9 km vers le Sud dans le canton de Deslandes, jusqu'à la limite du canton de Deville ;
- 0,8 km vers le Sud dans le canton de Deville, jusqu'à la confluence du ruisseau Hardy (venant du Nord-Est) ;
- 3,8 km vers le Sud, jusqu'à la confluence du ruisseau McWhirter (venant du Nord-Est) ;
- 3,6 km vers le Sud, jusqu'à la confluence du ruisseau du lac Long (venant du Nord-Ouest) ;
- 13,9 km vers le Sud, en formant une courbe vers l'Est, jusqu'à la confluence du ruisseau Lesseps (venant du Nord-Ouest).

Cours inférieur de la rivière (segment de 47,1 km)
À partir de la confluence du ruisseau Lesseps, la "petite rivière Cascapédia Est" coule sur :
- 4,9 km vers le Sud-Est dans le canton de Deville, jusqu'à la limite du canton de Lebret ;
- 23,0 km vers le Sud à la limite des cantons de Lebret et de Dufour, jusqu'à la limite du canton de Robidoux ;
- 2,3 km vers le Sud-Est dans le canton de Robidoux, jusqu'à la confluence du ruisseau au Castor (venant du Nord-Est) ;
- 1,3 km vers le Sud-Est, jusqu'à la confluence du ruisseau McKay (venant du Nord-Est) et de la décharge du Lac de la Ferme ;
- 11,1 km vers le Nord-Ouest, puis vers l'Ouest, en serpentant dans une vallée fortement encaissée jusqu'à la confluence du ruisseau aux Canard (venant du Nord) ;
- 2,7 km vers le Sud, jusqu'à la confluence du ruisseau McWhirter (venant du Nord-Est) ;
- 1,8 km vers le Sud-Est dans le canton de Robidoux, jusqu'à la confluence de la rivière[1].

La confluence de la "petite rivière Cascapédia Est" est située à :
- 6,4 km  au Sud de la limite du canton de Marcil ;
- 9,1 km au Nord-Est de la limite du canton de New Richmond ;
- 23,0 km au Nord du pont de la baie de New Richmond, situé à la confluence de la Petite rivière Cascapédia.

La confluence de la "petite rivière Cascapédia Est" et de la "petite rivière Cascapédia Ouest" constitue la tête de la rivière Cascapédia. Cette dernière coule vers le Sud pour se déverser sur la rive Nord de la Baie-des-Chaleurs.

## Toponymie
Cette rivière est désignée la Petite rivière Cascapédia Est pour la différencier de la "rivière Cascapédia Ouest" et de la "rivière Cascapédia (désignée populairement "Grande rivière Cascapédia").
Le toponyme "Petite rivière Cascapédia" a été référencé sur une carte pour la première fois en 1686 par Jean-Baptiste-Louis Franquelin sous le nom de Kichkabeguiak. Ce toponyme apparait en tant que Kaskabijack sur une carte de 1783. Dès 1863, son nom actuel fut utilisé par Stanislas Drapeau.
Le toponyme "Petite rivière Cascapédia Est" tire son origine du terme "Cascapédia". Provenant de la langue micmaque, ce terme est dérivé du mot gesgapegiag, signifiant « forts courants » ou « rivière large ».
Le toponyme « Petite rivière Cascapédia Est » a été officialisé le 5 décembre 1968 à la Banque des noms de lieux de la Commission de toponymie du Québec.